# المجمع الصناعي لاسمنت الجزائر
المجموعة الصناعية للأسمنت الجزائرية ( جيكا) هي مجموعة جزائرية لصناعة مواد البناء.

## نبذة
تمتلك المجوعة 14 مصنع أسمنت و 3 وحدات تجميع، وهي أكبر منتج للأسمنت في الجزائر.

## تاريخ
تم إنشاء المجموعة الصناعية للأسمنت الجزائرية في 26 نوفمبر 2009 عقب التحول القانوني لشركة الإدارة السابقة لصناعة الإسمنت.
في 2 مايو 2018 ،الشركة تنفذ أول عملية تصدير الأسمنت إلى أوروبا. في نهاية أبريل 2018 تم تسليم 45.000 طن من الأسمنت (الكلنكر) إلى أوروبا عبر شركة توزيع مواد البناء التابعة للمجموعة. الجزء الأول من 200.000 طن من الكلنكر التي يتعين على الشركة تصديرها إلى السوق الأوروبية.
في 21 يوليو 2019 ، دخل مصنع أسمنت سيجوس حيز الإنتاج بطاقة 2.2 مليون طن. بتكلفة إجمالية قدرها 51.2 مليار دينار ، يحتل مصنع الأسمنت مساحة 570 هكتار.
في أغسطس 2019، جيكا تحصل على شهادتي جودة من المعهد الأمريكي للبترول (API) والمعهد الجزائري لتوحيد المقاييس للأسمنت البترولي ، تطلق جيكا في إنتاج الأسمنت البترولي في عين الكبيرة ، لتلبية احتياجات صناعة النفط في الجزائر و التصدير للخارج.

## أنشطة
أنتجت الشركة ما يقرب من 14 مليون طن من الأسمنت في عام 2017، بزيادة 11٪ مقارنة بعام 2016. تهدف الشركة إلى إنتاج 20 مليون طن بحلول عام 2020.